# أراليا
الأرالية أو الأراليا (الاسم العلمي: Aralia) هي جنس من النباتات يتبع الفصيلة الأرالية من رتبة الخيميات.